# Peitscheneffekt (Sport)
Der aus der Kinematik des Peitschenschlags abgeleitete Begriff Peitscheneffekt, der in den Sportwissenschaften gebräuchlich ist,  beschreibt die Verstärkung eines Eingangssignals in der Funktionskette. Die Reaktion jedes Folgegliedes dieser Funktionskette ist stärker, als dies die Aktion auf das Vorhergehende augenscheinlich erwarten ließe.

## Überblick
Kinematisch ist der Peitscheneffekt, der in verschiedenen Sportarten zur Bewegungsbeschleunigung eingesetzt wird, dem Peitscheneffekt der Peitsche ähnlich, wenn sich auch Bewegungsmuster und Abläufe, abhängig von der Sportart, sehr unterscheiden können. Auch ist das Ziel der Bewegungsbeschleunigung nicht immer gleich. Beim Speerwurf wird beispielsweise der Peitscheneffekt zur Erzielung einer Maximalgeschwindigkeit der Funktionskette Rumpf/Oberkörper/Oberarm/Unterarm/Hand eingesetzt, um eine hohe Endgeschwindigkeiten zu erreichen. Bei anderen Sportarten, wie beispielsweise dem Schwimmen, Golf oder dem Tennissport, wird dieser Effekt genutzt, um mit einem geringen Kraftaufwand hohe Beschleunigungen bei harmonischen Bewegungsabläufen zu erzielen. So sind beispielsweise beim Tennissport die von Kindern und Jugendlichen erzielten Ballgeschwindigkeiten durchaus mit denen weniger gut trainierter Erwachsener vergleichbar, obwohl die Muskelmasse der Kinder im Allgemeinen deutlich geringer als die der Erwachsenen ist.

### Kinematik der Bewegungsabläufe
Beim Sport wird, anders als bei der Peitsche, die Bewegungsbeschleunigung nicht durch die Übertragung einer konstanten kinetischen Energie auf eine stetig geringer werdende Restmasse erreicht, sondern durch die Übertragung dieser Energie auf Glieder einer Funktionskette mit festgelegter geringer werdender Masse.
So ist beispielsweise das Massesystem Oberkörper/Oberarm/Unterarm/Handgelenk, mit unter Umständen sportartspezifischen fixierten Kopplungen der Kettenglieder, durch eine von innen nach außen geringer werdende Masse der einzelnen Elemente ausgezeichnet. Beim Peitscheneffekt wird hierbei die kinetische Energie schrittweise auf die einzelnen Elemente übertragen, unterstützt durch aktive Beschleunigung (Krafteinsatz) und aktive Gelenkversteifung im Augenblick maximaler Bewegungsgeschwindigkeit des jeweiligen Kettengliedes. Ein effektiver „lockerer“ Bewegungsablauf lässt sich nur bedingt trainieren. Gerade bei Sportarten mit ständig anzupassenden Bewegungsabläufen wie Tennis, Golf oder Volleyball ist ein gewisses Maß an Talent und frühkindlicher Bewegungsschulung erforderlich. Der Spieler hat dann den „Touch“, das Gefühl wie er den Bewegungsablauf anpassen muss, um optimale Ergebnisse bei Beschleunigung und Treffgenauigkeit zu erzielen.